# دریاچه ایتکول
دریاچه ایتکول (انگلیسی: Lake Itkul) یک دریاچه در استان چلیابینسک کشور روسیه است.